# Rohohlavec
Rohohlavec (Ceratocephala) je rod rostlin z čeledi pryskyřníkovité (Ranunculaceae).

## Popis
Jedná se o jednoleté drobné rostliny dorůstající nejčastěji výšky do 10 cm. Lodyha i listy jsou často pavučinatě vlnaté. Listy jsou jen v přízemní růžici, čepel je 1–2x hluboce vidličnatě či dlanitě členěná v čárkovité úkrojky. Květy jsou jednotlivé na dlouhých stopkách, které se za plodu prodlužují, jsou žluté. Kališních lístků je 5, jsou zelené, vně často pavučinatě vlnaté. Korunních lístků je také 5, jsou delší než kališní, žluté, s nektáriem. Kvetou většinou brzy na jaře. Tyčinek je nejčastěji 5 nebo více. Gyneceum je apokarpní, pestíků je mnoho. Plodem je nažka, na povrchu často alespoň v mládí pavučinatě vlnatá, později olysává, s dlouhým víceméně rovným nebo zahnutým zobánkem. Nažky jsou uspořádány do hlávkovitého souplodí na prodlouženém květním lůžku, za plodu opadává celé souplodí.

## Rozšíření
Jsou známy asi 4 druhy, které přirozeně rostou ve střední, východní a jižní Evropě, severní Africe a v Asii, na východ po Pákistán, západní Sibiř a provincii Sin-ťiang v západní Číně a na Novém Zélandu. Druh Ceratocephala orthoceras byl člověkem zavlečen i do Severní Ameriky. V České republice se rohohlavec rovnorohý (Ceratocephala orthoceras) v minulosti vyskytoval v okolí Prahy a na jižní Moravě, ale ve 20. století začal ubývat a zhruba od poloviny 20. století zcela vymizel. Dnes je veden jako vyhynulý druh flóry ČR, kategorie A1.